# Conobathra
Conobathra é um gênero de mariposa pertencente à família Crambidae.